# Moulin d'Albias
 (mars 2023).
Si vous disposez d'ouvrages ou d'articles de référence ou si vous connaissez des sites web de qualité traitant du thème abordé ici, merci de compléter l'article en donnant les références utiles à sa vérifiabilité et en les liant à la section « Notes et références ».
Le moulin d’Albias ou moulin du Bias est une ancienne minoterie industrielle située à Albias, dans le Tarn-et-Garonne, en France, sur la rivière Aveyron. Il fut construit entièrement en brique rouge à partir de 1770. Moulin à farine de 1781 à 1910, il fut transformé et modernisé en minoterie industrielle en 1910 et 1931 pour devenir un immeuble d’habitation en 1950.

## Emplacement
Le moulin est situé à 3 kilomètres de la ville de Montauban, au 118 route des rives de l’Aveyron sur le territoire de la commune d’Albias, en rive gauche de l’Aveyron, dans le quartier nord-ouest du village. Il est construit directement sur la rivière en aval du village d’Albias.

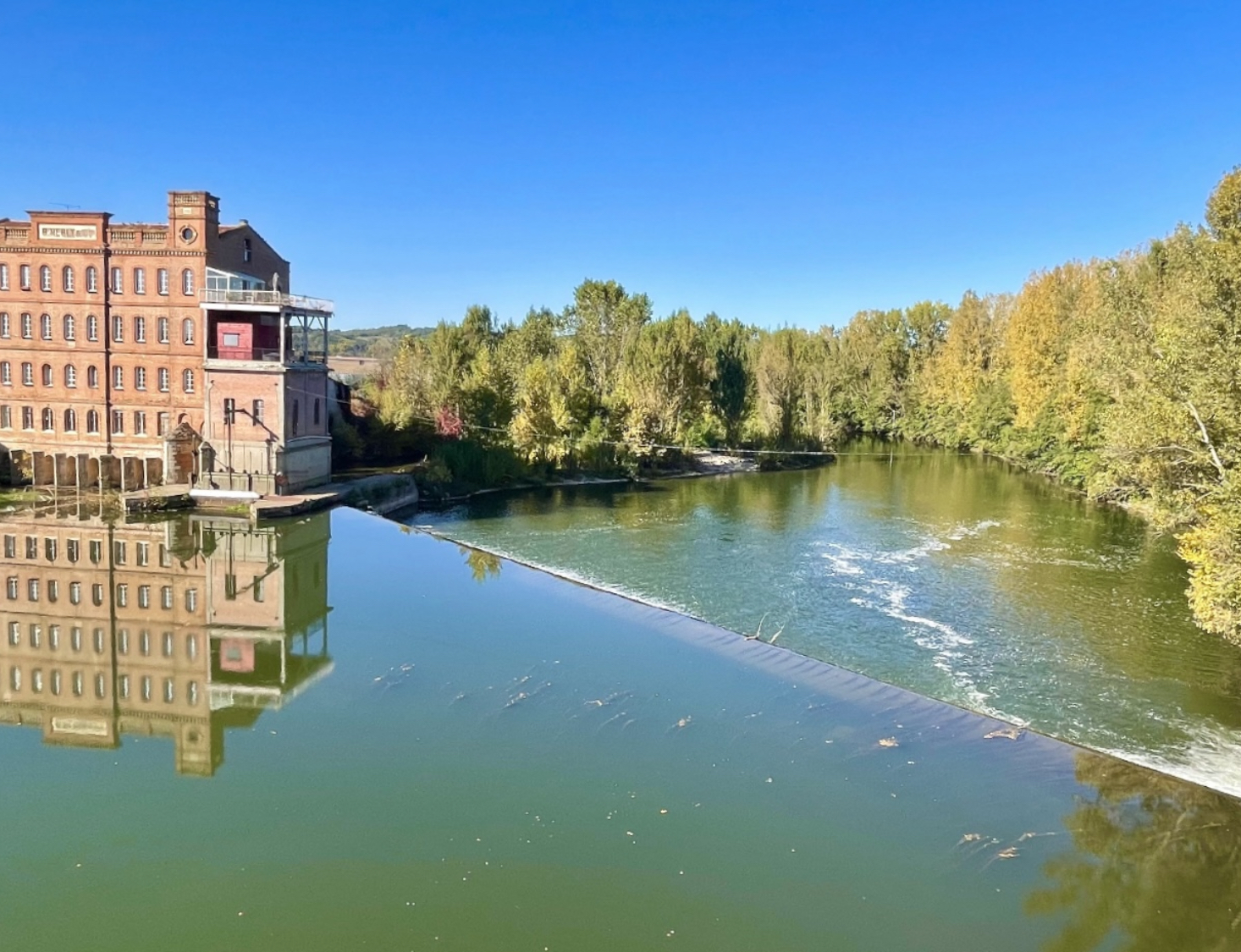
Le moulin d’Albias vu du pont de la voie ferrée Paris Toulouse.
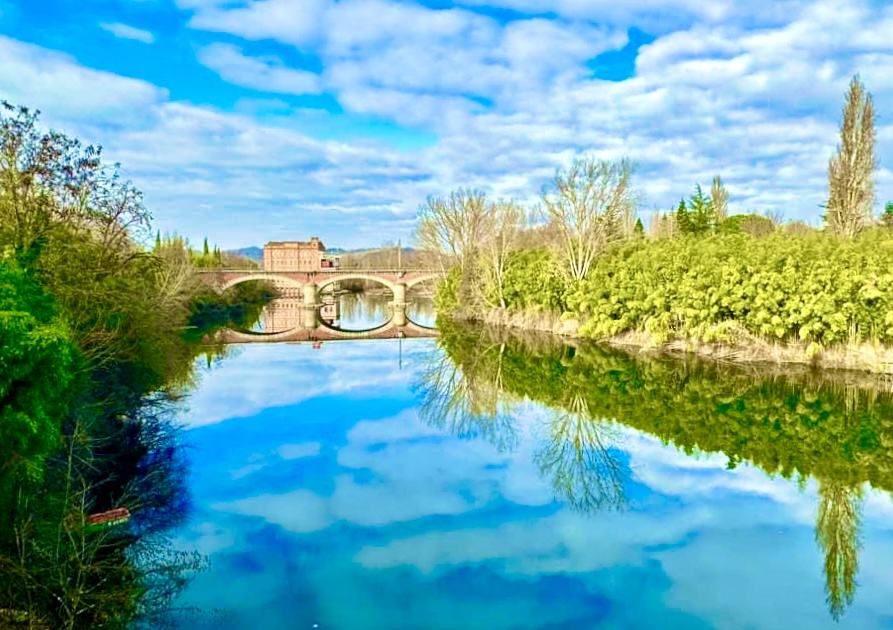
Le moulin d'Albias vu du pont du village d'Albias.

## Architecture
Le moulin d’Albias est construit en briques rouges. Il a échappé au recouvrement des briques par un léger crépi, pratique courante au XIXe siècle lorsque ce matériau était camouflé car encore considéré comme peu noble.
Le corps de bâtiment, massif, de plan rectangulaire, en briques rouges cuites, comprend cinq niveaux. Le soubassement est percé de 9 arcs en plein cintre où s’écoulait l’eau qui entraînait les turbines à l’époque. L’élévation sud ou façade, ordonnancée à onze travées, dénote une véritable recherche de symétrie. Les trois travées qui se trouve au centre et extrémités du bâtiment, et qui forme un léger avant-corps, sont percées de fenêtres à arc en plein-cintre. Entre les travées formées d’ouvertures à plate-bande, on retrouve cette fois-ci des fenêtres à arc segmentaire également appelé arc bombé ou arc surbaissé. Des bandeaux délimitant les niveaux marquent horizontalement la façade. Le traitement décoratif soigné du couronnement (frise, corniche, balustrade) de l’avant-corps central, met en valeur l’inscription "B. Merly et Cie". Le départ de la tourelle couverte d’un toit en pavillon qui cantonnait à l’origine le bâtiment au sud-est est encore visible. La tourelle de l’époque a laissé place à une tour carrée percée d’un oculus au-dessus duquel est inscrite la date de la principale campagne de travaux : 1910.

## Histoire
Le moulin d’Albias appartient à la vague de constructions ou de reconstructions qu’ont connu les basses vallées de l’Aveyron et du Tarn durant la seconde moitié du XVIIIe siècle. Il fut construit à la même époque que le pont routier d’Albias. L’autorisation de construire un moulin à eau dans le village d’Albias fut délivrée le 8 août 1770 par le roi Louis XV. C’est son architecte, Alexis Bergis, qui effectuera les plans du moulin. Une fois le moulin terminé et équipé au niveau machinerie de 8 paires de meules, il commença à moudre le 4 novembre 1781.
Il est alors en mesure de produire 100 quintaux par jour. La vallée de l’Aveyron très fertile fournit des céréales de qualité permettant de produire une farine supérieure blanche qu’on appelait le minot. Celui-ci sera exporté par la voie des mers via Bordeaux vers les Antilles, l’Amérique et la Corse. La présence du nouveau pont routier, et plus tard l’ouverture de la ligne de chemin de fer Paris-Toulouse en 1893 ont été des atouts considérables pour le commerce des farines.
Dans le bail à cens et concession qui date de 1783, le seigneur de Nègrepelisse, Jacques de Bergeret, cède son privilège aux deux frères Portal ainsi qu’à Alexis Bergis, architecte du roi pour toute la généralité de Montauban. Cet architecte n’est autre que l’auteur du moulin de Montauban édifié en 1764. Ce moulin montalbanais nommé « La Palisse » avec 17 paires de meules produisait le double de celui d’Albias. Durant la révolution française de 1789, l’extrait du bail du moulin d’Albias mentionne toujours huit paires de meules. Une vingtaine d’années plus tard, en 1809, le moulin est équipé d’une paire de meules supplémentaire. Les frères Portal et Alexis Bergis sont toujours propriétaires du moulin à eau qui fut équipé avec le temps d’une écurie ainsi que d’une maison  d’habitation mentionnés sur le plan du Cadastre Napoléonien avec les parcelles 62 et 64.

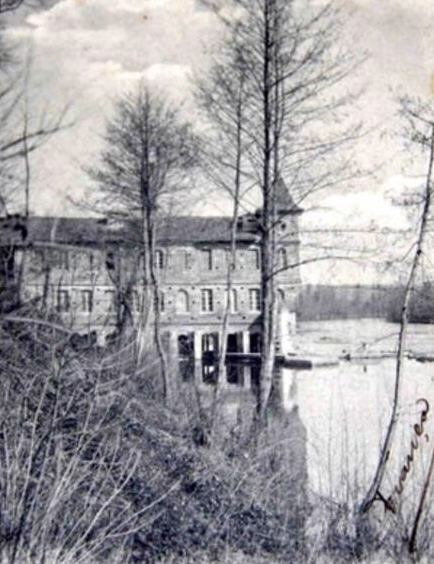
Le moulin d'Albias avant 1910.
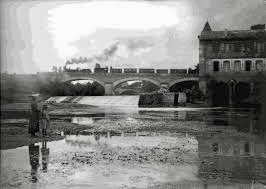
L'arrière du moulin d'Albias avant 1910 et le train à vapeur sur la ligne Paris-Toulouse.
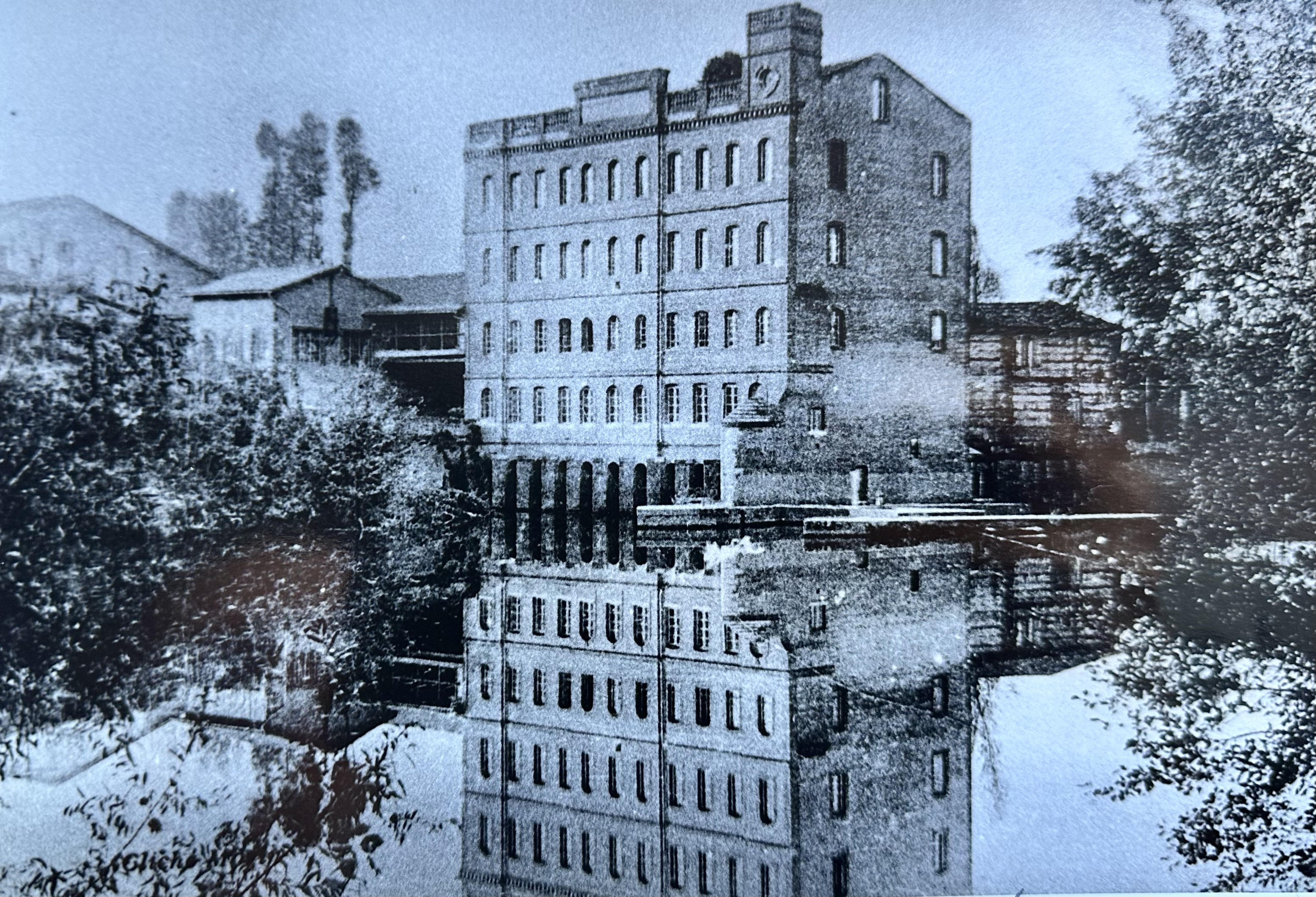
Vue de la berge opposée après la reconstruction de 1910.

L’équipement des moulins à eau de France se perfectionne tout au long du XIXe siècle et début XXe siècle, par la modernisation des différentes machines de nettoyage, de mouture et de tamisage. Le moulin d’Albias n’y échappera pas et connaîtra son plein essor au début du XXe siècle, lorsque son propriétaire « Boussac et compagnie » de Toulouse le fera transformer en minoterie industrielle, en 1910, par l’ingénieur des ponts et chaussées, Monsieur Merly. Le bâtiment est alors fortement agrandit avec un rajout de deux étages. Gustave Eiffel, spécialiste des charpentes métalliques a déposé de multiples brevets entre 1867 et 1893 dans le cadre des constructions de bâtiments industriels. Sa technologie a été utilisée lors de l’agrandissement du moulin d’Albias en 1910. La modernisation de son équipement en matériel de meunerie est confiée à l’entreprise allemande Amme, Giesecke et Konegen (AGK). Plusieurs documents iconographiques datant de cette époque vantent que le Moulin d’Albias serait devenu une "minoterie modèle" équipée de Cylindres et Plansichters de la marque allemande. 

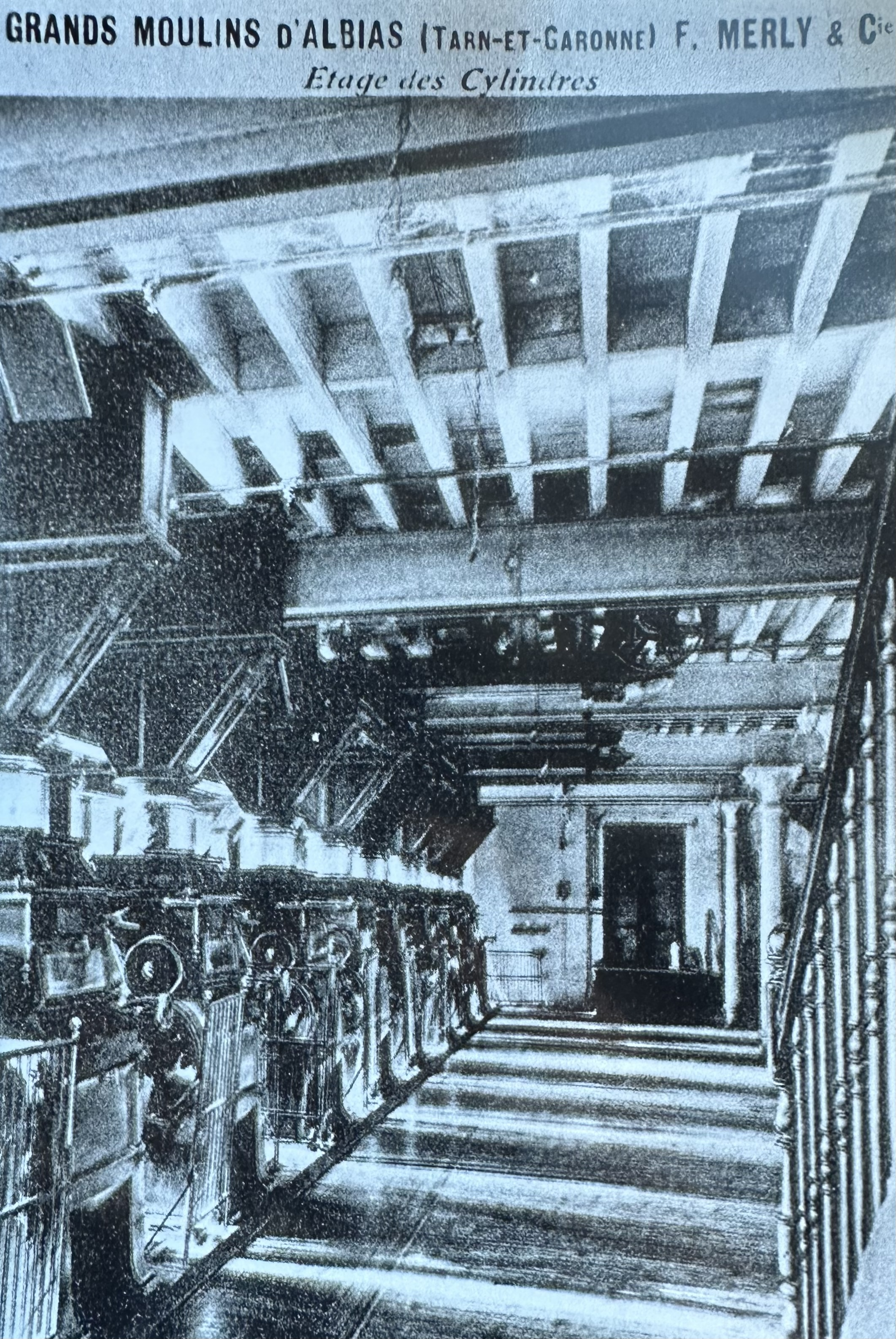
Étage des cylindres au moulin d’Albias.
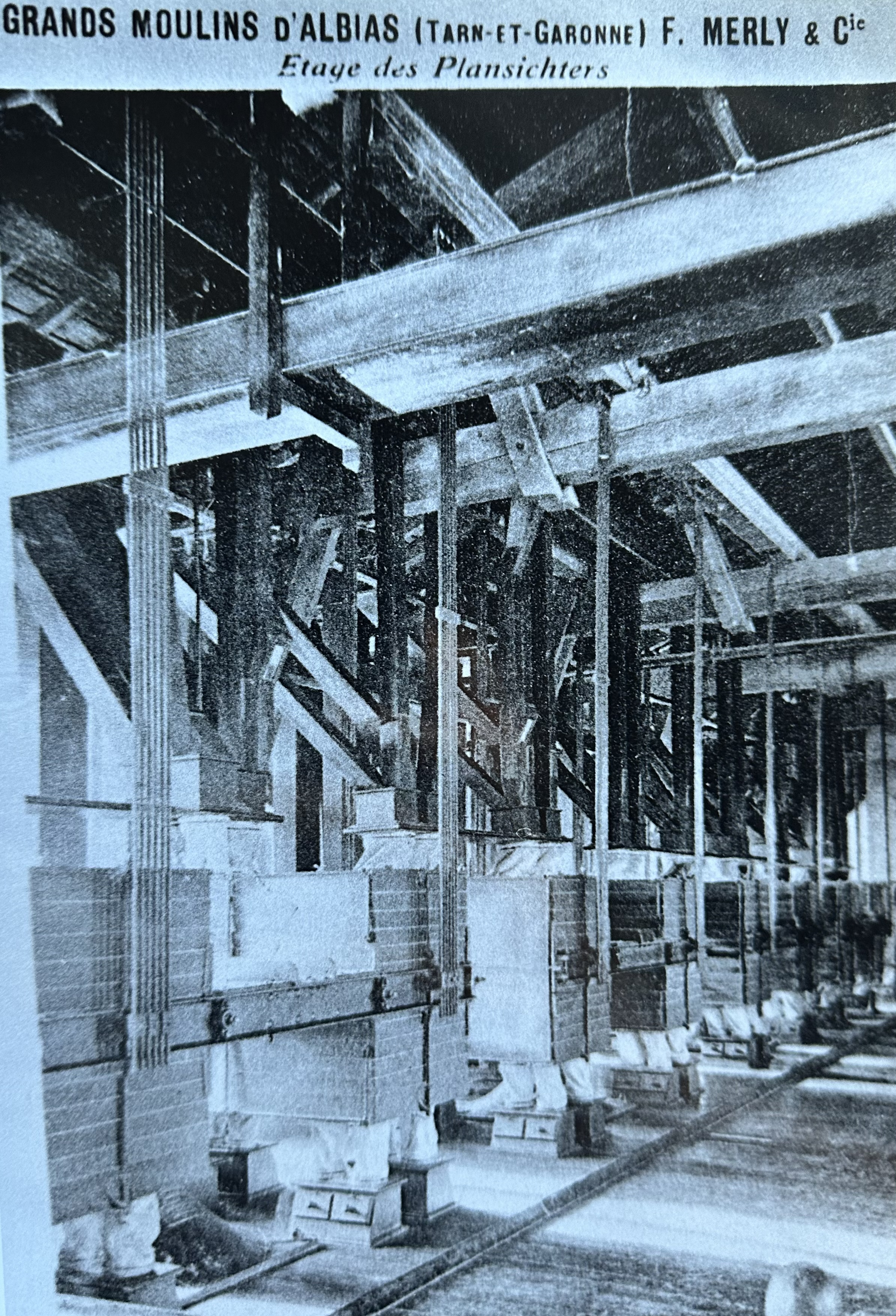
Étage des plansichters du moulin d’Albias.

Cette modernisation de 1910 entraînera une augmentation très conséquente de la productivité. Celle-ci passera du simple au triple en atteignant 300 quintaux par jour soit 30 000 kilos par jour. De ce fait, le moulin d’Albias deviendra une des minoteries majeures de Tarn-et-Garonne ainsi que de la vallée de l’Aveyron. De nos jours, il subsiste toujours l’inscription « B. Merly et Cie » sur l’avant-corps central au niveau du couronnement ainsi que la date 1910 sur la tour au-dessus de l’oculus. À partir de la moitié du XXe siècle, les moulins à eau sont supplantés progressivement par l’arrivée de l’électricité et des moteurs électriques. L’activité des moulins a presque disparu. Certains ne sont plus que ruine, d’autres, comme le moulin d’Albias, sont devenus des maisons ou immeubles d’habitation. La centrale hydroélectrique qui se trouve entre le moulin et la rivière Aveyron est en fonctionnement depuis 1950 et produit de l’électricité dans le cadre de la revente à Enedis.

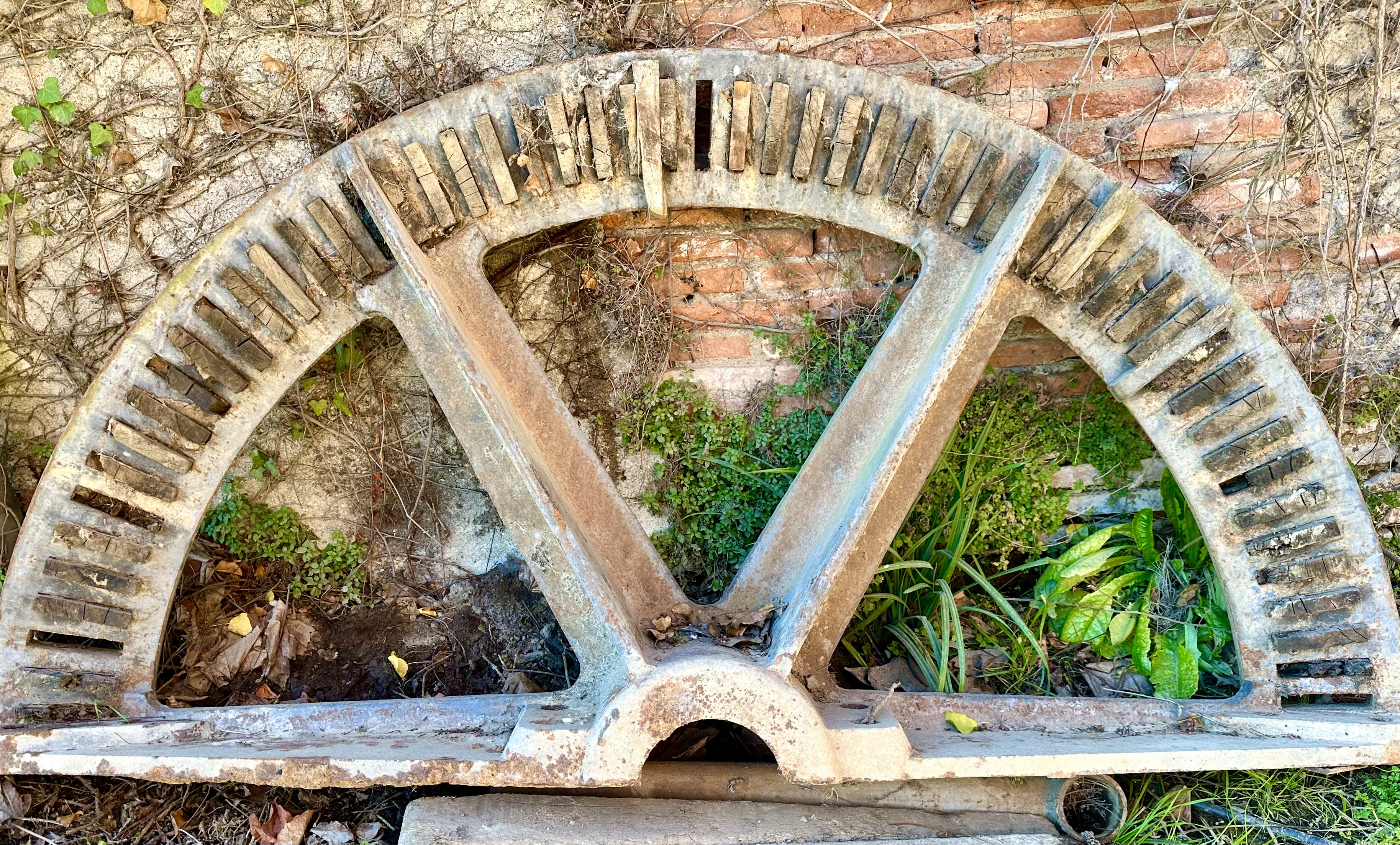
Roue ancienne du moulin d’Albias.
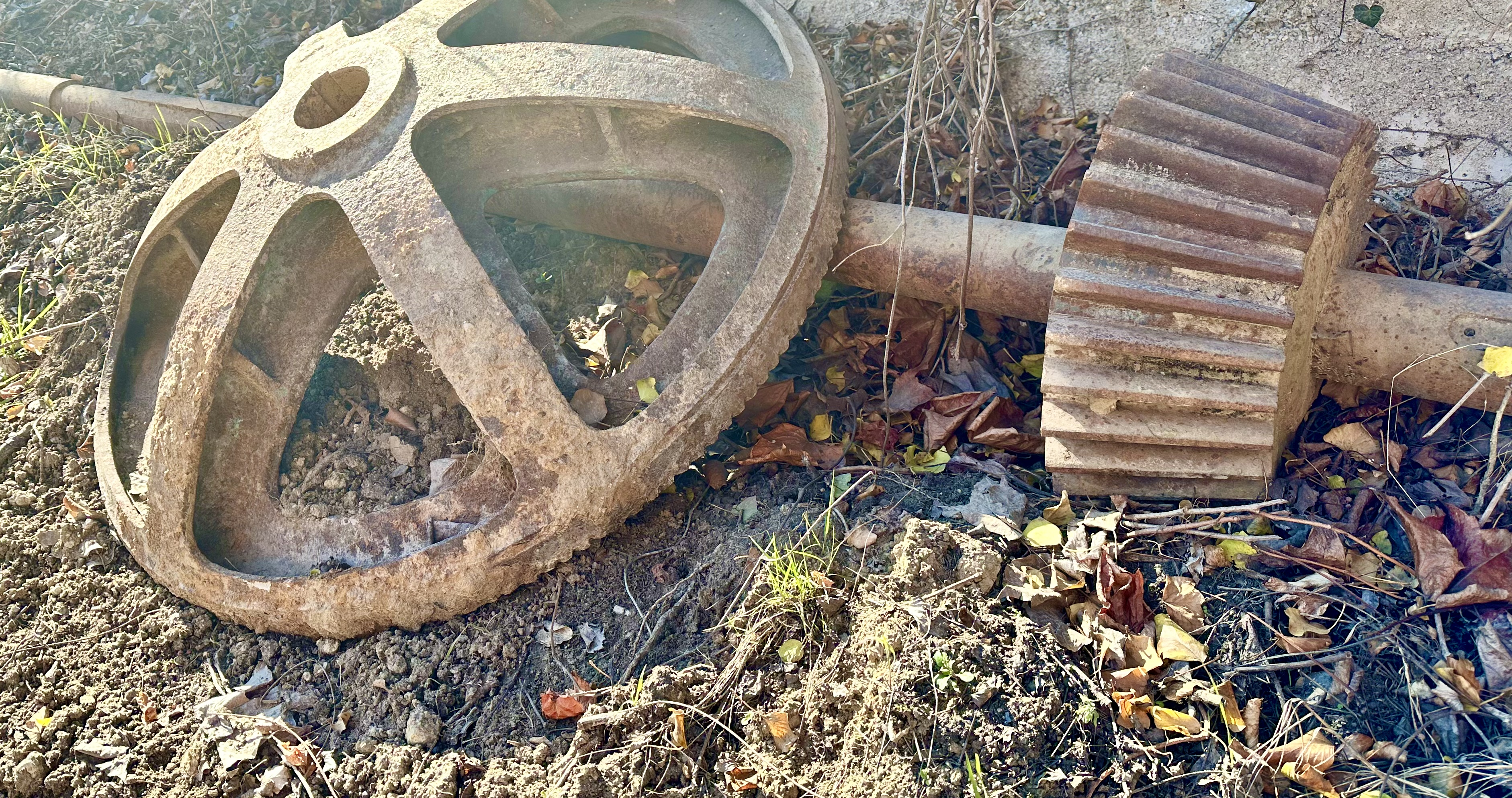
Ancienne roue et axe avec engrenage du moulin d’Albias.
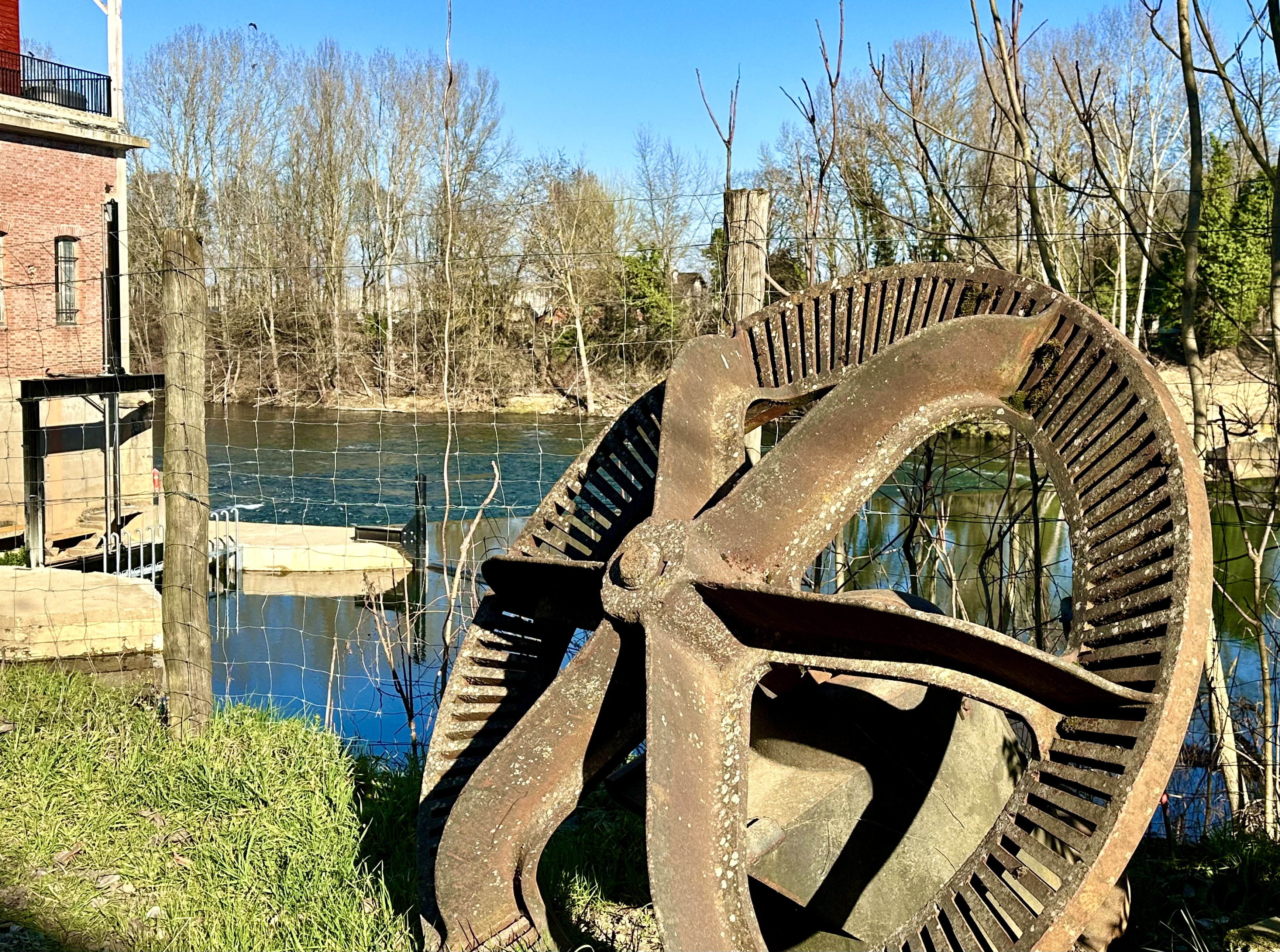
Ancienne roue d’une turbine du moulin d’Albias.

### Inondation de 1930
Les inondations de mars 1930 dans le bassin du Tarn touchent le moulin d'Albias.

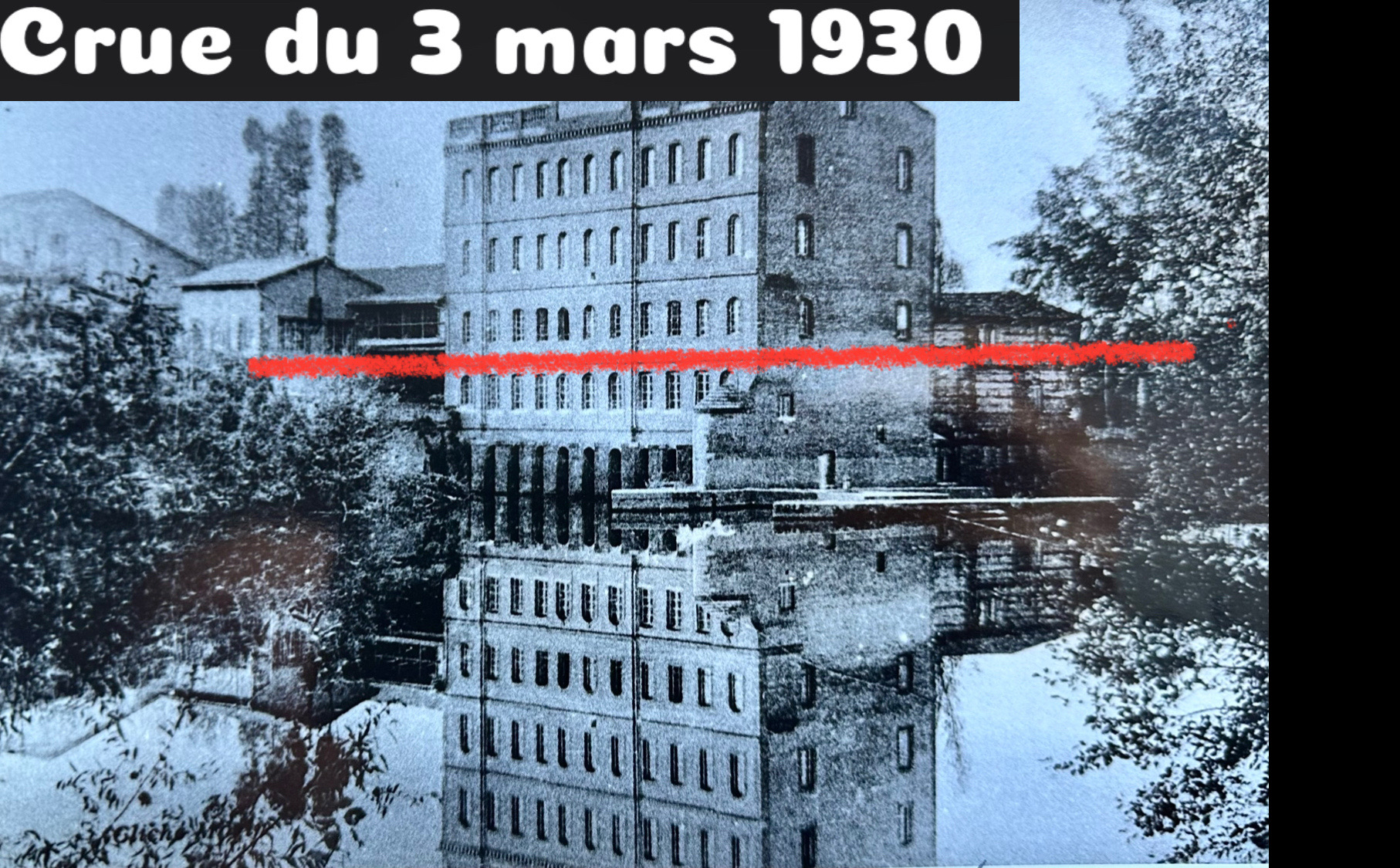
Moulin Albias - Hauteur de la crue du siècle du 3 mars 1930.
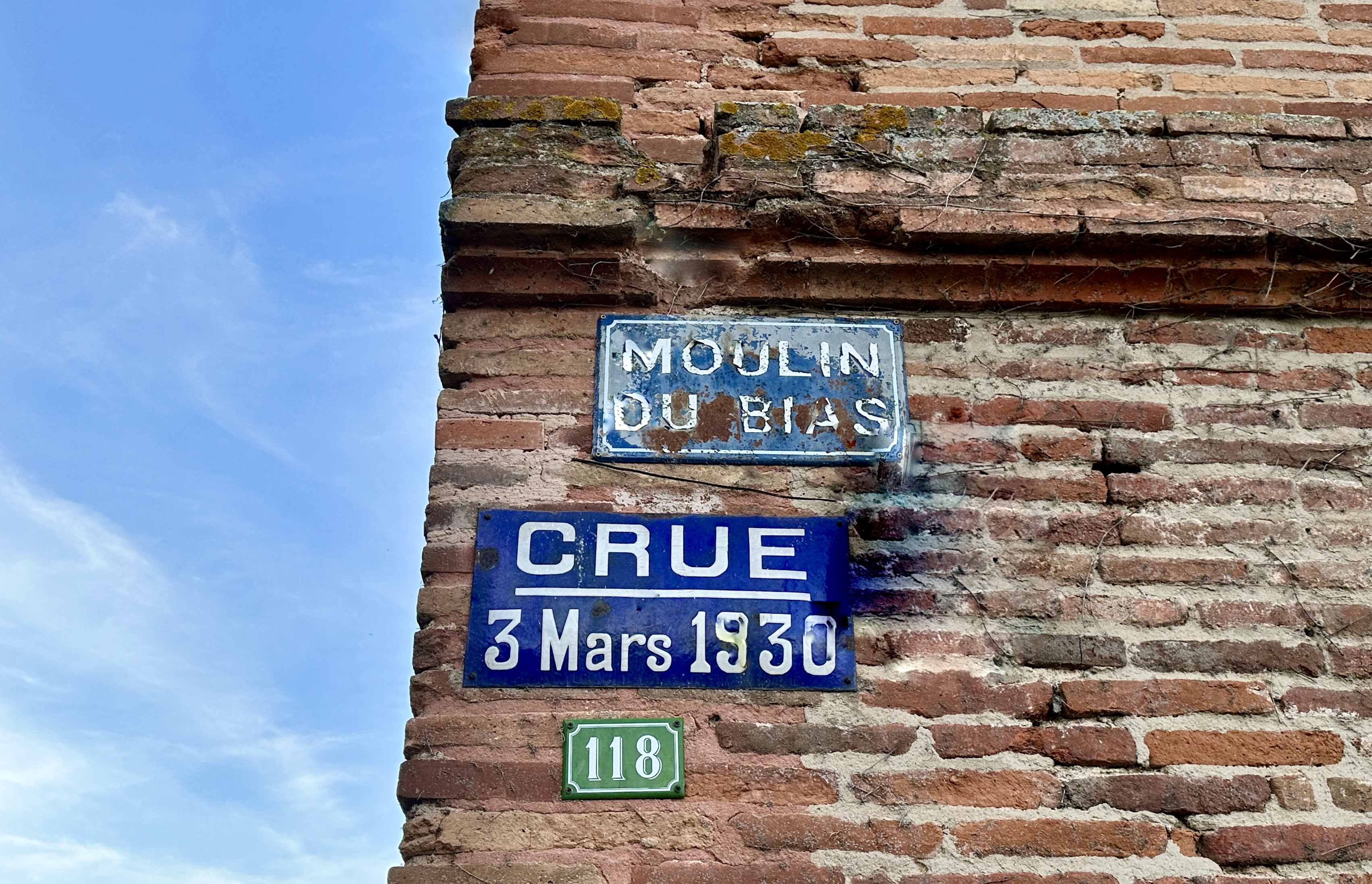
Panneau sur le Moulin d'Albias de la crue historique du 3 mars 1930.

## Philatélie
Le Moulin d’Albias a été retenu pour représenter le Tarn-et-Garonne par le biais d’un timbre postal qui est imprimé en son honneur en juin 2012,.

## Propriétaires successifs
1770	Mr Jacques de Bergeret, seigneur de Nègrepelisse
1783	Cession du bail à cens à M. Alexis Bergis, architecte du roi, et aux deux frères Portal
1910	Société Boussac et Cie et M. Antoine Brun
1950 	Mr Jean Balat et Mme Germaine Gaillard
1982	Mr Pierre Balat
2012	Moulin : Société BR Immobilier (M. Frantz Bentejac)
Centrale hydroélectrique : Société JMB Energie (Mr Jean Marc Bouchet)
2017    Moulin : Société BR Immobilier (M. Frantz Bentejac) 
Centrale hydroélectrique: Agence Régionale Energie Climat Occitanie (AREC Occitanie)